# Jerzy Nitychoruk
Jerzy Antoni Nitychoruk (ur. 28 grudnia 1958 w Janowie Podlaskim) – polski geolog, profesor nauk o Ziemi, profesor Państwowej Szkoły Wyższej im. Papieża Jana Pawła II w Białej Podlaskiej i jej rektor w kadencjach 2019–2020 i 2020–2024.

## Życiorys
Ukończył studia geograficzne na Uniwersytecie Marii Curie-Skłodowskiej (1981) i geologiczne na Uniwersytecie Warszawskim (1985). W 1993 na Wydziale Geologii UW doktoryzował się w dyscyplinie nauk przyrodniczych w oparciu o pracę zatytułowaną Stratygrafia plejstocenu i paleogeomorfologia południowego Podlasia, której promotorem był prof. Leszek Lindner. Stopień naukowy doktora habilitowanego uzyskał w 2001 na UW na podstawie rozprawy pt. Climate reconstruction from stable-isotope composition of the Mazovian Interglacial (Holsteinian) lake sediments in eastern Poland. Tytuł profesora nauk o Ziemi otrzymał 24 kwietnia 2012.
W latach 1984–2013 był pracownikiem Instytutu Geologii Podstawowej na Wydziale Geologii Uniwersytetu Warszawskiego; od 2006 zajmował stanowisko profesora nadzwyczajnego. W 2013 podjął pracę w Państwowej Szkole Wyższej im. Papieża Jana Pawła II w Białej Podlaskiej. W latach 2013–2019 był dziekanem Wydziału Nauk Ekonomicznych i Technicznych. W czerwcu 2019 został wybrany w wyborach uzupełniających na rektora PSW w Białej Podlaskiej na kadencję 2019–2020. W czerwcu 2020 uzyskał reelekcję na kadencję 2020–2024.
Specjalizuje się w geologii czwartorzędu. Opublikował ponad 300 prac, wypromował dwóch doktorów nauk o Ziemi. Został członkiem Polskiego Towarzystwa Geograficznego i Polskiego Towarzystwa Geologicznego.

## Odznaczenia
- Złoty Medal „Zasłużony dla Nauki Polskiej Sapientia et Veritas” (2023)[5]